# Соколов, Олег Геннадьевич
Олег Геннадьевич Соколов (род. 27 июня 1971) — российский спортсмен, Мастер спорта России по бобслею, заслуженный тренер России.

## Биография
Неоднократный призёр Чемпионатов России по бобслею: в 2001 году был удостоен бронзовой медали (в двойке), серебряной ― в 2003 и 2004 (в четвёрке). Победитель (в 2001 ― двойка, в 2003 ― четвёрка), а также серебряный (в 2003 ― двойка) и бронзовый (2000, 2004 ― двойка; 2000, 2001 ― четвёрка) призёр Кубков России по бобслею. Тренировался под руководством заслуженного тренера СССР А. М. Шредерса.
Выступал за команду экспериментальной Школы высшего спортивного мастерства «Воробьёвы горы».
Является тренером высшей категории. Работает в Государственном бюджетном образовательном учреждении дополнительного образования детей спортивной направленности специализированной детско-юношеской спортивной школы олимпийского резерва «Воробьёвы горы» Москомспорта (ГБОУ ДОДСН СДЮСШОР «Воробьевы горы») с 2004 года. За годы своей работы на поприще тренера подготовил ряд победителей и призёров чемпионатов мира и Европы по бобслею, а также победителей и призёров чемпионатов и первенств России. Среди самых известных его воспитанников ― бронзовый призер чемпионата мира и серебряный призер чемпионата Европы Филипп Егоров; серебряный призер чемпионата мира среди юниоров Пётр Моисеев; победитель первенства России Кирилл Антюх.
С 2008 по 2010 год был старшим тренером сборной России по бобслею, до 2012 года ― главным. На этом посту его сменил канадец Пьер Людерс.
По состоянию на 2016 год возглавляет сборную города Москвы.